# Кунадзе Георгій Фрідріхович
Георгій Фрідріхович Кунадзе (нар. 21 грудня 1948) — російський дипломат, японознавець. Заступник міністра закордонних справ Росії (1991—1993). Заступник керівника апарату Уповноваженого з прав людини в Росії.

## Біографія
Народився 21 грудня 1948 року. У 1971 році закінчив Інститут країн Азії та Африки при МДУ. Кандидат історичних наук. Володіє японською і англійською мовами.
У 1971—1983 рр. — Старший науково-технічний, молодший науковий, старший науковий співробітник Інституту сходознавства АН СРСР.
У 1983—1987 рр. — Аташе з питань науки Посольства СРСР в Японії.
У 1987—1991 рр. — Завідувач сектором, завідувач відділом Інституту світової економіки і міжнародних відносин (ІСЕМВ).
З 20 березня 1991 — 30 грудня 1993 рр. — Заступник міністра закордонних справ Росії.
З 1 листопада 1993 — 3 червня 1997 рр. — Надзвичайний і Повноважний Посол Росії в Республіці Корея.
У 1997—1999 рр. — Заступник директора Інституту США та Канади РАН.
З 1999 року — Головний науковий співробітник Інституту світової економіки та міжнародних відносин РАН.
5 вересня 2014 — пішов із державної служби за ідеологічними переконаннями, не підтримавши зокрема анексію Криму та російську агресію на сході України.
|  | Так называемая "гибридная война", которую развязала моя страна против Украины в феврале 2014 года в Крыму и до сих пор продолжает в ее восточных областях, вопиюще противозаконна и аморальна. |

 — Георгій Кунадзе.

## Дипломатичний ранг
- Надзвичайний і повноважний посол (5 червня 1992)[7].
- Дійсний державний радник Російської Федерації класу 2 (20 січня 2005)[8].

## Нагороди та відзнаки
- Медаль «Захиснику вільної Росії» (22 серпня 2002) —  За виконання громадянського обов'язку при захисті демократії та конституційного ладу 19-21 серпня 1991 року [9].